# Brookshire
Brookshire is een plaats (city) in de Amerikaanse staat Texas, en valt bestuurlijk gezien onder Waller County.

## Demografie
Bij de volkstelling in 2000 werd het aantal inwoners vastgesteld op 3450.
In 2006 is het aantal inwoners door het United States Census Bureau geschat op 3698, een stijging van 248 (7,2%).

## Geografie
Volgens het United States Census Bureau beslaat de plaats een oppervlakte van
9,1 km², geheel bestaande uit land. Brookshire ligt op ongeveer 48 m boven zeeniveau.

## Plaatsen in de nabije omgeving
De onderstaande figuur toont nabijgelegen plaatsen in een straal van 16 km rond Brookshire.